# Uniab
Der 117 km lange Uniab gehört zusammen mit Hoarusib, Hoanib, Koigab, Huab und Ugab zu den großen Trockenflüssen im Nordwesten Namibias, die den extrem trockenen Bereich der Namib und Skelettküste überwinden und in den Atlantik münden.

## Hydrologie
Das Einzugsgebiet des Uniab ist mit 3961 km² relativ klein und erstreckt sich vom Atlantik bis zur Großen Randstufe östlich von Palm und Palmwag, wo es die rötlichen vulkanischen Gesteine des Grootberg entwässert. Der höchste Punkt des Einzugsgebiets liegt auf 1600 m. Die Niederschläge im Einzugsgebiet des Uniab sind sehr unregelmäßig und variieren von 0 mm/a im Mündungsbereich bis zu 125 mm/a im Bereich des Grootbergs, wobei jedoch nur 2 % des Einzugsgebiets Niederschläge über 100 mm/a erfahren. Wenn der Uniab tatsächlich abkommt, was relativ regelmäßig geschieht, fließt er durch eine spektakuläre Schlucht und über einen Wasserfall ins Meer und räumt dabei die Flugsandüberwehungen im Küstenbereich beiseite. In der Umgebung von Palmwag und an der Mündung finden sich kleinere, ganzjährige Feuchtgebiete, aber auch im übrigen Flusslauf gibt es eine Vielzahl von zeitweise oder ganzjährig schüttenden Quellen, die allerdings nicht zum Fluss des Uniab beitragen.

## Vegetation und Fauna
74 % des Einzugsgebiets fallen in den Vegetationstyp der Mopane-Savanne, die übrigen 26 % in die nördliche Namib. Große Teile bestehen aus Felswüste mit vereinzelten Individuen von Euphorbien wie Euphorbia damarana. Im Mittellauf und im Bereich der Feuchtgebiete finden sich größere Bestände an Mopane (Colophospermum mopane), Tamarix und Salvadora als Galeriewald, außerdem im Bereich der Quellen Gräser, Cyperus und Phragmites. Das Uniabdelta beherbergt die einzige Kapweihenpopulation nördlich der namibischen Grenzregion zu Südafrika. Mit seinen vielen Quellen bietet der Uniab ähnlich wie Hoanib oder Hoarusib die Grundlage für eine große Zahl wandernder Wildtiere, darunter Wüstenelefanten, Schwarzes Nashorn, zahlreiche Antilopenarten, aber auch Löwen.

## Nutzung und Besiedlung
11 % des Einzugsgebiets gehören zum Skelettküsten-Nationalpark, der Rest ist ausschließlich Communal Land, wobei das Uniab-Catchment fast vollständig als touristisches Konzessionsgebiet Palmwag genutzt wird. Die Einwohnerdichte beträgt, das Personal der Palmwag-Lodge eingeschlossen, unter 100.